# Boreas Peak
Der Boreas Peak ist ein 670 m hoher Nunatak an der Rymill-Küste im Westen des westantarktischen Palmerlands. Er ragt an der Nordflanke des Mündungsgebiets des Eureka-Gletschers in den George-VI-Sund auf. Der Nunatak markiert die zumeist beste Aufstiegsroute vom George-VI-Sund auf den Eureka-Gletscher.
Das UK Antarctic Place-Names Committee benannte ihn 1977 nach Boreas, der Personifikation des winterlichen Nordwinds aus der griechischen Mythologie.